# دختر تله‌انداز
دختر تله‌انداز (انگلیسی: Dragnet Girl) یک فیلم گانگستری به کارگردانی یاسوجیرو اوزو است که در سال ۱۹۳۳ منتشر شد. از بازیگران این فیلم می‌توان به کینویو تاناکا، کوجی میتسوی و چیشو ریو اشاره کرد.
در سال ۲۰۱۳ انستیتوی فیلم بریتانیا این فیلم را به همراه همسر آن شب (۱۹۳۰)، با شادی گام بردار (۱۹۳۰) و پسری ساده (۱۹۲۹) تحتِ عنوانِ فیلم‌های گانگستری در قالب دی‌وی‌دی منتشر کرد.

## طرح
توکیکو (کینویو تاناکا) یک تایپیست و دوست دختر یک گانگستر کوچک به نام جوجی (جوجی اوکا) است. دانش آموزی به نام هیروشی (کوجی میتسویی) به باند می پیوندد. هنگامی که جوجی شروع به عاشق شدن با خواهر هیروشی، کازوکو (سومیکو میزوکوبو) می کند، توکیکو تصمیم می گیرد رقیب خود را بترساند. با این حال، توکیکو از کازوکو خوشش می آید و تصمیم به اصلاح می گیرد. جوجی توکیکو را بیرون می اندازد، اما او به زودی برمی گردد و او را متقاعد می کند که از زندگی جنایتکارانه خود دست بردارد. در همین حال هیروشی از مغازه ای که خواهرش در آن کار می کند پول دزدیده است. جوجی و توکیکو رئیس توکیکو را سرقت می کنند و پول را به هیروشی می دهند تا او بتواند پولی را که دزدیده است پس دهد. توکیکو تحت تعقیب پلیس از جوجی می خواهد که تسلیم شود. وقتی او امتناع می کند، او به او شلیک می کند. افسران پلیس در حالی که این زوج در آغوش می گیرند، نزدیک می شوند.

## رسانه خانگی
در 18 مارس 2013، مؤسسه فیلم بریتانیا این فیلم را بر روی DVD منطقه 2 به عنوان بخشی از مجموعه فیلم‌های گانگستر، همراه با شادی قدم زدن (1930)، همسر آن شب (1930)، و قطعه بازمانده از یک پسر مستقیم (1929) منتشر کرد. 
The Criterion Collection فیلم را برای منطقه 1 در 21 آوریل 2015 به همراه اوزو's Walk Cheerfully و That Night's Wife به عنوان بخشی از جعبه دی وی دی از طریق سری Eclipse منتشر کرد.

## انتشار سینمایی
این فیلم در سال 2014 در تعدادی از سالن‌های نمایش در سراسر اسکاتلند، به عنوان بخشی از جشنواره هیپودروم سینمای خاموش، با همراهی موسیقی زنده توسط جین گاردنر (پیانو)، رودی لانگ (ویولن) و هیزل موریسون (پرکاشن) به نمایش درآمد. این موسیقی جدید نیز توسط جین گاردنر ساخته شده است.